# نوشهر (بستان‌آباد)
نوشهر یکی از روستاهای استان آذربایجان شرقی است که در دهستان اوجان شرقی بخش تیکمه‌داش شهرستان بستان‌آباد واقع شده‌است.این روستا ۳۱۴ نفر جمعیت دارد.